# Staphylococcus
Staphylococcus (Gr. staphylē = ciorhine + coccos = boabe, ) este un gen de bacterii gram-pozitive. La microscop apar ca celule rotunde (coci), grupate similar boabelor într-un ciorchine.
Genul Staphylococcus include la ora actuală (2006) 31 de specii - denumite generic "stafilococi".
Majoritatea sunt nepatogene și fac parte din microbiota indigenă, colonizînd pielea și mucoasele oamenilor și altor organisme.
O parte pot fi întâlnite și în flora microbiană prezentă în sol.
Stafilococii pot provoca supurația rănilor, furunculi, abcese, intoxicații alimentare, stări septice numite stafilococii.

## Potențialul infecțios
Stafilococii patogeni pot cauza o mare varietate de boli la animale și oameni, prin secreția de toxine sau prin înmulțirea rapidă și invadarea țesuturilor.
Stafilococii patogeni dispun de o serie de factori de virulență: leucocidina, hemolizina, diferite toxine, coagulaza - o adezină specifică importantă în procesul infecțios și altele. În laboratorul de microbiologie se testează în mod curent calitatea stafilococilor de a produce coagulază, pentru diferențierea între speciile patogene și cele nepatogene (care cel mai adesea nu product coagulază). În urma acestui test, stafilococii sunt grupați în coagulazo-pozitivi și coagulazo-negativi.
Toxinele stafilococice sunt o cauză comună a toxiinfecțiilor alimentare. Bacteriile se pot dezvolta pe hrana stocată în condiții necorespunzătoare, fiind capabili să se multiplice chiar și în alimentele cu un conținut relativ redus de apă.
Deși procesul de gătire omoară bacteriile, unele toxinele sunt rezistente la temperatură, nefiind distruse nici după fierberea câteva minute.
Una dintre speciile cu un potențial patogen ridicat este Staphylococcus aureus.
Această bacterie poate supraviețui pe suprafețele uscate, ceea ce-i oferă șanse sporite de transmitere și are o rezistență instrinsecă la penicilină datorită structurii modificate a uneia sau mai multor proteine implicate în sinteza peretelui bacterian (Eng. - PBP, penicillin-binding proteins).
Recent au fost identificate tulpini de S. aureus rezistente și la meticilină (MRSA, Methicillin-resistant Staphylococcus aureus), un derivat de penicilină cu structură modificată și care era în mod obișnuit eficient împotriva stafilococilor rezistenți la penicilină.
Aceste tulpini sunt frecvent implicate în infecțiile nosocomiale sau intracomunitare.
O varietate recentă este NT-MRSA (non-typable MRSA). Prin toxinele sale S. aureus poate cauza diferite afecțiuni, de la reacții cutanate la sindromul șocului toxic.
S. aureus cauzează în general infecții piogene localizate, de tipul abceselor sau furunculelor, dar sunt cazuri în care poate cauza infecții sistemice, determinând uneori un tip special de septicemie, numită piemie.
Tratamentul chimioterapic antistafilococic în infecțiile grave se realizează utilizând Cefalosporine de generație III si IV (Cefoperazone, Ceftriaxon, Ceftibuten, Ceftazidim, Cefepime, Cefpirome, Cefquinome), Fluorochinolone (Ciprofloxacin, Ofloxacin, Levofloxacin, Gatifloxacin, Moxifloxacin) precum și mai noile antibiotice Carbapeneme (Imipenem, Meropenem).
O altă specie de Staphylococcus coagulazo-pozitivă este Staphylococcus intermedius, un colonist frecvent al dermului unor animale. Poate produce infecții la câini și pisici și, mai rar, la oameni (zoonoze). Această specie este frecvent purtătoare de gene care conferă multirezistență la antibiotice.
S. epidermidis, este o specie coagulazo-negativă, o bacterie comensală întâlnită frecvent pe piele. Deși în mod obișnuit nu este patogenă, poate cauza infecții severe la pacienții imunocompromiși, imunosupresați sau cu catetere.
S. saprophyticus este o altă specie coagulazo-negativă care poate cauza infecții ale căilor urinare.
În ultimii ani s-a observat implicarea în infecții la oameni și a altor specii de Staphylococcus, cum sunt S. lugdunensis, S. schleiferi și S. caprae.